# Château de Rosenau
Le château de Rosenau (Schloss Rosenau en allemand), non loin de Cobourg, fut un château fort, avant d'être transformé en un manoir de campagne par les ducs de Saxe-Cobourg.
Rosenau est notamment connu pour être le berceau et la maison d'enfance du prince Albert de Saxe-Cobourg et Gotha, qui est devenu l'époux de la reine Victoria en 1840.

## Histoire

### Les origines
On retrouve des traces du château de Rosenau à l'époque médiévale. Le château semble avoir été construit avant 1439, il est alors la possession du seigneur de Rosenawe. Pendant trois siècles, le domaine est resté dans la famille qui avec le temps a pris le nom de Rosenau, et ce bien que Sylvestre de Rosenau, un ami de Luther et de Mélanchthon, accablé de dettes, ait été obligé de léguer ses biens à son fils.
En 1704, la famille Rosenau a finalement perdu la propriété, elle fut vendue comme résidence d'été au baron Johann Ferdinand Adam von Pernau (1660-1731), qui fut membre du Conseil privé du duc de Saxe-Cobourg. Passionné par les oiseaux, Pernau publie en 1702, anonymement, le compte rendu de ses expériences.
En 1731, après la mort de Pernau, le domaine est acheté par Frédéric II, duc de Saxe-Gotha-Altenburg.

### Le château des Saxe-Cobourg
Après avoir un temps quitté la famille, le château est racheté en 1805 par François, duc de Saxe-Cobourg-Saalfeld. Le duc en fait une résidence d'été pour son fils et héritier, Ernest, qui devint plus tard duc de Saxe-Cobourg et Gotha. Entre 1808 et 1817, le château est entièrement reconstruit dans le style néogothique par l'architecte prussien Charles-Frédéric Schinkel. Le parc est également redessiné à l'anglaise et pourvu de plusieurs lacs artificiels dont le lac des Cygnes et l'étang du Prince. Le duc dote aussi son château de campagne d'une orangerie.
À chaque extrémité du château, Schinkel ajoute des pignons gothiques. Les fenêtres ont pris leur forme si particulière plus tard, tandis que les petits balcons et les armoiries en pierre sont ajoutés pour décorer la façade principale. La tour principale, qui en 1700 avait été surmontée d'un dôme, est crénelée, tandis qu'une autre tour est laissée en ruines, pour parfaire le tableau romantiques de la demeure.
C'est au château que le 26 août 1819, Louise de Saxe-Gotha-Altenbourg, donne naissance au prince Albert de Saxe-Cobourg et Gotha (1819-1861). Le 19 septembre 1819, Albert est baptisé dans la grande salle de marbre avec l'eau de la rivière locale, l'Itz. Le prince a pour parrains et marraine l'empereur d'Autriche, le duc de Teschen, le duc de Saxe-Gotha-Altenbourg, et sa grand-mère, Augusta de Reuss-Ebersdorf.
Albert passe son enfance à Rosenau avant d'épouser en 1840 la reine Victoria.
Son grand frère et unique frère, le duc Ernest II de Saxe-Cobourg-Gotha y régna pendant 49 ans et 6 mois de 1844 à 1893 et y apporta une importante collection de ses voyages qui se consacra aux sciences naturelles. Il a été le 2e duc de Saxe-Cobourg-Gotha et celui qui a régné le plus longtemps. C'était un libéral, militaire, grand patriote et un grand musicien et un excellent sportif. Il était très proche de son frère Albert.
Elisabeth Longford a plus tard décrit les semaines qui précédèrent le départ d'Albert pour Londres :

« Il [Albert] adorait par-dessus tout sa maison, Rosenau, un modeste château romantique non loin de Cobourg… Le prince Albert a passé un mois de septembre paisible à Rosenau, sa ville natale, cela l'aiderait à résister aux humiliations de Windsor. Il partit avec une lettre de recommandation de Léopold dans sa poche et un ultimatum dans son cœur. »

Pendant la première visite de Victoria à Cobourg, elle et Albert dormirent dans la chambre de sa naissance, à Rosenau. « Quel bonheur, comme nous étions heureux ! » se souviendra Victoria se plus tard.
Le tsarévitch de Russie et sa future épouse Alix de Hesse-Darmstadt visitent le château en avril 1894, le lendemain de leurs propres fiançailles.
Alfred, duc de Saxe-Cobourg et Gotha, deuxième fils de Victoria et Albert, anciennement connu comme Alfred, duc d'Edimbourg, y mourut le 30 juillet 1900. Son épouse, la grande-duchesse Maria Alexandrovna, fille d'Alexandre II de Russie, a continué à vivre à Rosenau et y mourut en 1920.
Le 15 juillet 1909, la fille d'Alfred, la princesse Beatrice (1884-1966) épousa civilement Alphonse, cinquième duc de Galliera, au château.

### Après la Première Guerre mondiale
Le dernier duc régnant, Charles-Édouard, dont le père n'était autre que le plus jeune fils de Victoria et d'Albert, le prince Léopold, duc d'Albany, abdiqua le 14 novembre 1918, quelques jours après la fin de la Première Guerre mondiale. Le 7 juin 1919, il a conclu avec le nouvel État libre de Cobourg une entente de résiliation de ses avoirs, recevant environ 1,5 million de marks pour environ 4 500 hectares de terres et d'œuvres d'art et bâtiments, y compris Rosenau. Cependant, jusqu'en 1938 le château a été loué à des filles du duc Alfred, la reine Marie de Roumanie, la grande-duchesse Victoria, la princesse Alexandra de Hohenlohe-Langenbourg, et la princesse Beatrice, duchesse de Galliera.
Victoria, était la mère du grand-duc Vladimir Kirillovitch (1917-1992), chef de la maison Romanov et prétendant au trône russe. Elle est restée au château avec son fils dans les années 1920. Victoria est décédée en 1936 et fut enterrée à Rosenau, ses restes ont été transférés au mausolée grand-ducal de Saint-Pétersbourg le 7 mars 1995.
En 1941, pendant la Seconde Guerre mondiale, le château était utilisé comme logement pour l'Arbeitsdienst (Service du travail obligatoire allemand). En 1945, il est devenu une maison de convalescence de la Commission pour les réfugiés, et à partir de 1948 le château devient une maison de soins infirmiers pendant plus de vingt ans. 
Abandonné, le château se dégrade, avant d'être racheté par l'État bavarois en 1972.
Rosenau est maintenant administré par le département des monuments d'État bavarois. Depuis 1990, le château et son parc ont été ouverts au public. Chaque été, il y a un programme de concerts dans la salle de marbre. Dans l'orangerie, un musée du verre moderne a été ouvert.
Les héritiers de la famille ducale, aujourd'hui dirigée par André, prince de Saxe-Cobourg et Gotha, vivent encore à proximité, au château de Callenberg.